# Triteleia longiventris
Triteleia longiventris är en stekelart som först beskrevs av Jean-Jacques Kieffer 1910.  Triteleia longiventris ingår i släktet Triteleia och familjen Scelionidae. Inga underarter finns listade i Catalogue of Life.